# Mark Vladimirovič Kabakov
Mark Vladimirovič Kabakov, rusky Марк Владимирович Кабаков (24. dubna 1924 Leningrad – 13. června 2016 Moskva) byl ruský a izraelský spisovatel a básník.

## Životopis
Narodil se v rodině přistěhované z Minsku. V Moskvě studoval na námořnické škole a byl účastníkem Velké vlastenecké války.
V roce 1947 ukončil Vyšší vojensko-námořní inženýrskou školu F. E. Dzeržinského (rusky: Высшее военно-морское инженерное училище имени Ф. Э. Дзержинского) a do roku 1974 sloužil na moři. Publikoval články v řadě novin.
Žil v Moskvě a od roku 2004 byl i občanem Izraele.
Byl členem Svazu spisovatelů.

## Dílo

### Poezie
- Романтики, 1961
- Земные острова, 1963
- Позывные сердца, 1967
- Ночная вахта, 1972
- Зал ожидани, 1984
- Мои корабли, 1984
- Лирика, 2007
- Твое дыханье рядом, 2009

### Próza
- Высокой доблести свидетели, 1979
- Битый лед, 1981
- Золотые якоря, 2011